# Paolo Sorrentino
Paolo Sorrentino (Napoli, 31 maggio 1970) è un regista, sceneggiatore e produttore cinematografico italiano.
È vincitore di un Oscar, un Golden Globe, quattro European Film Awards, un Premio BAFTA, otto David di Donatello e otto Nastri d'argento. Nel 2010 ha esordito nel mondo letterario con Hanno tutti ragione, romanzo terzo classificato al Premio Strega 2010.
Ha presentato sei dei suoi film al Festival di Cannes aggiudicandosi il Premio della giuria per Il divo, film poi candidato all'Oscar al miglior trucco. Nel 2014 il suo film La grande bellezza vince sia l'Oscar al miglior film in lingua straniera, sia il Golden Globe per il miglior film straniero. Inoltre vince il BAFTA al film non in lingua inglese. La grande bellezza si era già aggiudicato precedentemente anche quattro European Film Awards 2013, nove David di Donatello 2014 e sei Nastri d'argento 2013.
Nel 2015 scrive e dirige il suo ottavo film e secondo girato in lingua inglese Youth - La giovinezza (con protagonisti Michael Caine, Rachel Weisz e Harvey Keitel), vincitore di tre European Film Awards tra cui Miglior Film. Nel 2016 scrive e dirige la sua prima serie TV The Young Pope con protagonisti Jude Law, Diane Keaton e Silvio Orlando. La serie è prodotta da Sky Atlantic e HBO. Nel 2020 esce il seguito, intitolato The New Pope. Nel 2021 si aggiudica il Leone d'Argento - Gran Premio della Giuria alla 78ª Mostra internazionale d'arte cinematografica di Venezia, con il film È stata la mano di Dio. Successivamente il film è stato candidato agli Oscar come miglior film internazionale. A maggio 2024 presenta al Festival di Cannes il film Parthenope, unico film italiano in concorso.

## Biografia

### Primi anni

Paolo Sorrentino adolescente, primo a sinistra, con la sorella Daniela nel giorno delle sue nozze e il fratello Marco

Nato a Napoli da un dirigente bancario e una casalinga nel quartiere Arenella e cresciuto nel quartiere Vomero, a 16 anni rimane orfano di entrambi i genitori: «A me Maradona ha salvato la vita. Da due anni chiedevo a mio padre di poter seguire il Napoli in trasferta, anziché passare il fine settimana in montagna, nella casetta di famiglia a Roccaraso; ma mi rispondeva sempre che ero troppo piccolo. Quella volta finalmente mi aveva dato il permesso di partire: Empoli-Napoli. Citofonò il portiere. Pensavo mi avvisasse che era arrivato il mio amico a prendermi. Invece mi avvertì che era successo un incidente. [...] Papà e mamma erano morti nel sonno. Per colpa di una stufa. Avvelenati dal monossido di carbonio». Dopo aver frequentato il liceo classico e studiato per alcuni anni alla facoltà di Economia e Commercio dell'università Federico II, a 25 anni lascia gli studi universitari e decide di lavorare nel mondo del cinema. Paolo Sorrentino è sposato con la giornalista Daniela D'Antonio, sua amica fin da ragazza. La coppia ha due figli, Anna e Carlo.

### I primi lavori
Dopo essere stato assistente alla regia ne I ladri di futuro di Enzo Decaro nel 1991, esordisce con il cortometraggio Un paradiso, co-diretto con Stefano Russo. Lo stesso anno lavora come ispettore di produzione al film Il verificatore di Stefano Incerti: a detta dello stesso Sorrentino, l'esperienza è stata decisamente negativa. Lavora poi come aiuto-regista nel cortometraggio Drogheria di Maurizio Fiume, scrive la sceneggiatura per il lungometraggio Napoletani che nonostante il Premio Solinas non sarà realizzato e collabora con il regista Antonio Capuano alla scrittura di Polvere di Napoli (1998). Contemporaneamente comincia a lavorare anche per la televisione, scrivendo alcuni episodi della serie televisiva La squadra. 

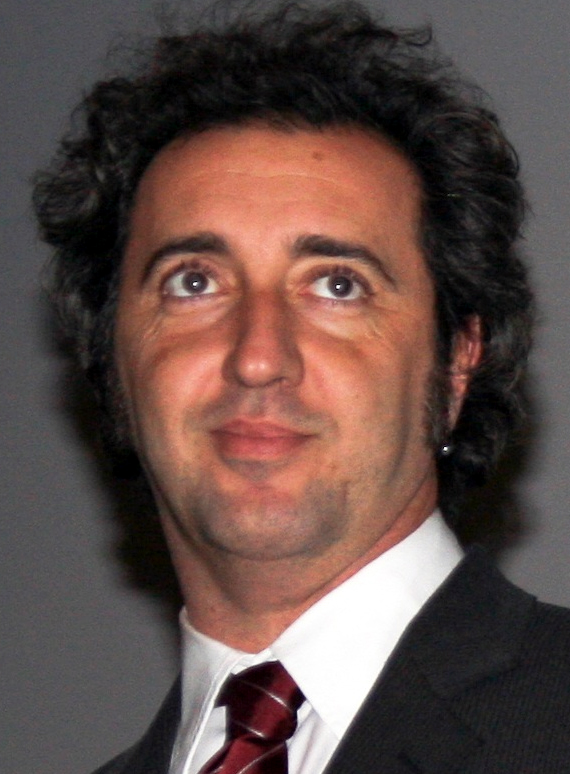
Paolo Sorrentino nel 2008

Arriva quindi il cortometraggio L'amore non ha confini (1998), primo vero lavoro completamente scritto e realizzato da Sorrentino, una surreale storia d'amore ricca di rimandi cinematografici. Questa prima opera è importante perché segna l'inizio della collaborazione del giovane regista con l'Indigo Film, che produrrà poi i successivi film. Tra il 1998 e il 1999 scrive con Umberto Contarello la sceneggiatura La voce dell'amore per un film sulla musica neomelodica napoletana (che non sarà realizzato) da affidare al regista Michele Placido. Il corto successivo, La notte lunga (2001), è coprodotto dalla Regione Lombardia nell'ambito di una campagna contro l'uso di droga.
Realizza il suo primo lungometraggio nel 2001 con L'uomo in più, del quale è anche sceneggiatore, presentato al Festival di Venezia e vincitore di vari premi tra cui il Nastro d'argento per il miglior regista esordiente, il Ciak d'oro per la miglior sceneggiatura e la Grolla d'oro al protagonista Toni Servillo, oltre a tre candidature al David di Donatello 2002. Nel 2002 partecipa al documentario collettivo La primavera del 2002. L'Italia protesta, l'Italia si ferma, coordinato da Francesco Maselli.
Il sodalizio con Servillo prosegue con il successivo Le conseguenze dell'amore (2004), presentato al Festival di Cannes. Il film ottiene un successo di critica ancora maggiore dell'opera precedente, vincendo cinque David di Donatello 2005 (miglior film, regista, sceneggiatura, attore protagonista e direttore della fotografia) e tre Nastri d'argento (migliore attore protagonista, attore non protagonista e direttore della fotografia), e rivela il regista al grande pubblico. Lo stesso anno torna a collaborare con Servillo, girando per Rai 2 una versione televisiva della commedia Sabato, domenica e lunedì di Eduardo De Filippo, che viene trasmessa nella notte del 25 dicembre.
Dopo un breve cameo ne Il caimano (2006) di Nanni Moretti, gira L'amico di famiglia (2006), nuovamente scelto per il Festival di Cannes, che riscuote un successo di pubblico e critica inferiore al film precedente. Lo stesso anno gira uno spot televisivo per la Fiat Croma interpretato da Jeremy Irons.

### Il successo internazionale
Nel maggio 2008 partecipa alla selezione ufficiale del Festival di Cannes con il film Il divo, ispirato alla figura di Giulio Andreotti e interpretato da Toni Servillo. Il film si aggiudica il Premio della giuria, viene accolto con recensioni molto positive dalla critica italiana e internazionale e riscuote un buon successo di pubblico. Nel 2009 documenta con il videoreportage L'assegnazione delle tende, realizzato per l'edizione online del quotidiano La Repubblica, gli effetti del terremoto all'Aquila. Nello stesso anno partecipa al progetto perFiducia, una serie di cortometraggi sul tema della fiducia che vede anche la partecipazione di Ermanno Olmi e Gabriele Salvatores, dirigendo il corto La partita lenta e supervisionando L'altra metà, diretto da Pippo Mezzapesa.
Il 27 settembre 2009 è tra i firmatari dell'appello rivolto alle autorità svizzere per il rilascio del regista Roman Polański, detenuto in attesa di essere estradato negli Stati Uniti. L'anno seguente pubblica per Feltrinelli il suo primo romanzo, Hanno tutti ragione, con il quale ottiene una candidatura al Premio Strega e all'Alabarda d'oro. Sempre nel 2010 partecipa al film collettivo Napoli 24 con l'episodio La principessa di Napoli. Nel 2011 dirige uno spot televisivo per Yamamay interpretato da Isabella Ferrari.
Il suo primo film in lingua inglese, This Must Be the Place, vede Sean Penn nel ruolo del protagonista e viene presentato in concorso al Festival di Cannes 2011. Il film ha un buon successo al botteghino italiano, con circa 6 milioni di euro di incasso e vince il David di Donatello per la migliore sceneggiatura, scritta insieme con Umberto Contarello.

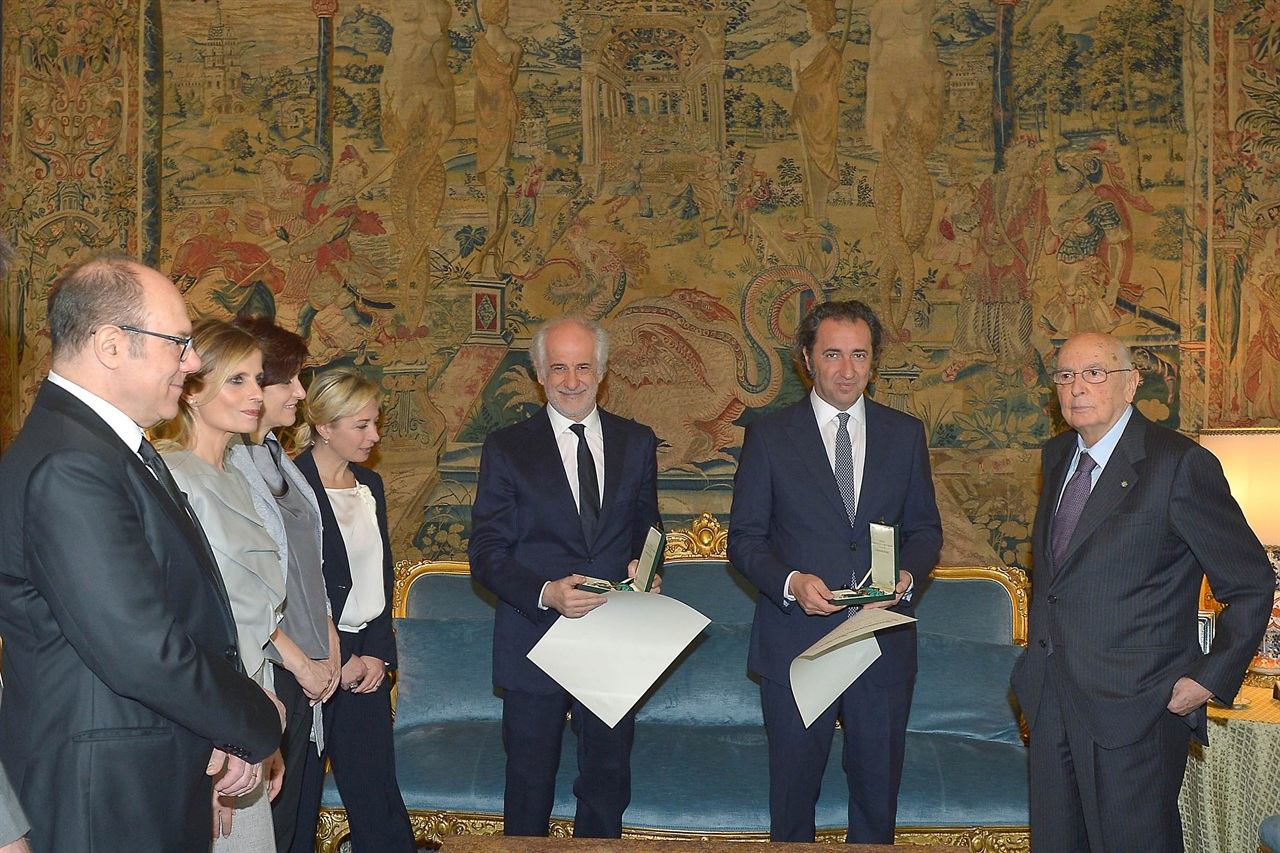
Il cast de La grande bellezza ricevuto al Quirinale da Giorgio Napolitano

Il 21 maggio 2013 presenta alla 66ª edizione del Festival di Cannes il film La grande bellezza, scritto con Umberto Contarello e nuovamente interpretato da Toni Servillo. Accolto in modo contrastante dalla critica italiana, il film realizza il miglior successo del regista al botteghino, con un incasso di oltre 9 milioni di euro. In seguito La grande bellezza ottiene riconoscimenti critici più solidi all'estero, in particolare nel Regno Unito e negli Stati Uniti, incassando oltre 20 milioni di dollari in tutto il mondo.
Il successo di critica continua con una serie di riconoscimenti internazionali: il film vince quattro European Film Awards (miglior film, miglior regista, miglior attore e miglior montaggio), il Golden Globe per il miglior film straniero, il Premio BAFTA al miglior film straniero e cinque Nastri d'argento (miglior attore non protagonista a Carlo Verdone, miglior attrice non protagonista a Sabrina Ferilli, miglior sonoro in presa diretta a Emanuele Cecere, miglior fotografia a Luca Bigazzi e un premio speciale a Toni Servillo).
Il 2 marzo 2014 si aggiudica l'Oscar al miglior film straniero, quindici anni dopo il trionfo dell'ultimo film italiano nella stessa categoria, ossia La vita è bella di Roberto Benigni (1999). Il regista ha ricevuto il premio da Ewan McGregor e Viola Davis e ha ritirato la statuetta insieme a Toni Servillo e Nicola Giuliano. Nelle sue prime dichiarazioni ha ringraziato gli attori, lo staff e il team di produzione del film, la sua famiglia, le città di Roma e Napoli e le sue fonti di ispirazione, rappresentate da Federico Fellini, Martin Scorsese, i Talking Heads e Diego Armando Maradona, infine ha dedicato il premio ai suoi genitori. Il 14 marzo 2014 Sorrentino ha ricevuto la cittadinanza onoraria di Roma dal sindaco Ignazio Marino.
Il 2 novembre 2014 va in onda su Rai 1, per celebrare il trentennale dalla scomparsa di Eduardo De Filippo, la commedia Le voci di dentro, di cui Sorrentino cura la regia televisiva. Il cast dello spettacolo, trasmesso in diretta dal Teatro San Ferdinando di Napoli, comprende Toni Servillo (che lo ha portato nei teatri con un'acclamata tournée) e Peppe Servillo.

### Dal 2015 a oggi
Il 20 maggio 2015, in concomitanza con la sua partecipazione in concorso al 68º Festival di Cannes, esce il suo nuovo film Youth - La giovinezza, il secondo in lingua inglese dopo This Must Be the Place. Nel cast del film compaiono Michael Caine, Harvey Keitel, Rachel Weisz, Paul Dano e Jane Fonda. Il film, dedicato a Francesco Rosi, è ambientato e girato prevalentemente in Svizzera e si aggiudica tre European Film Awards (miglior film, miglior regia e miglior attore a Michael Caine) e tre Nastri d'argento. 
Nel 2016 scrive e dirige la sua prima serie tv prodotta da Sky, Canal+ e HBO, The Young Pope, con Jude Law, Diane Keaton e Silvio Orlando protagonisti, che ha riscontrato molte critiche positive, ed è stata rinnovata per una seconda stagione, dal titolo The New Pope, prodotta nel 2018 e andata in onda agli inizi del 2020.
Nel maggio 2017 è membro della giuria del 70º Festival di Cannes presieduta da Pedro Almodóvar.
Il 24 aprile 2018 esce il suo film Loro, ispirato alla figura di Silvio Berlusconi. Gli interpreti principali sono Toni Servillo ed Elena Sofia Ricci, la quale si aggiudica un David di Donatello e un Nastro d'argento alla migliore attrice protagonista. Il film ottiene complessivamente due David di Donatello e quattro Nastri d'argento. Al botteghino ottiene un incasso di circa sette milioni di euro.
Nel settembre 2021 presenta in concorso alla 78ª Mostra del cinema di Venezia la pellicola intitolata È stata la mano di Dio. Il film, poi vincitore del Leone D'Argento - Gran premio della giuria, racconta la giovinezza del regista vissuta a Napoli.
Nel 2022 cura la regia televisiva per Rai Cultura di Sei Pezzi Facili, che raccoglie sei dei lavori teatrali più famosi e apprezzati di Mattia Torre. Il 24 ottobre 2024 esce al cinema il suo ultimo film Parthenope.

## Filmografia

### Regista e sceneggiatore

#### Cinema
- L'uomo in più (2001)
- Le conseguenze dell'amore (2004)
- L'amico di famiglia (2006)
- Il divo (2008)
- This Must Be the Place (2011)
- La grande bellezza (2013)
- Youth - La giovinezza (Youth) (2015)
- Loro (2018)
- È stata la mano di Dio (2021)
- Parthenope (2024)
- La grazia (2025)

#### Televisione
- Sabato, domenica e lunedì – film TV (2004)
- Le voci di dentro – film TV (2014)
- The Young Pope – miniserie TV (2016)
- The New Pope – miniserie TV (2020)
- Homemade – serie TV, episodio 1x02 (2020)

#### Cortometraggi
- Un paradiso, co-regia con Stefano Russo (1994)
- L'amore non ha confini (1998)
- La notte lunga (2001)
- La partita lenta (2009)
- Allo specchio (2011)
- The Dream (2014)
- Sabbia (2014)
- Grumari – segmento di Rio, eu te amo (2014)
- Killer in Red (2017)
- Piccole avventure romane (2018)

#### Documentari
- La primavera del 2002 - L'Italia protesta, l'Italia si ferma (2002)
- Quando le cose vanno male – segmento di Giovani talenti italiani (2004)
- L'assegnazione delle tende – segmento di L'Aquila 2009 - Cinque registi tra le macerie (2009)
- La principessa di Napoli – segmento di Napoli 24 (2011)

### Sceneggiatore

#### Cinema
- Polvere di Napoli, regia di Antonio Capuano (1998)
- L'infinito, regia di Umberto Contarello (2025)

#### Televisione
- La squadra – serie TV, episodi 1x04 e 1x13 (2000)

### Attore

#### Cinema
- Il caimano, regia di Nanni Moretti (2006)
- Questione di cuore, regia di Francesca Archibugi (2009)
- Tre tocchi, regia di Marco Risi (2014)

#### Televisione
- Boris – serie TV, episodio 3x12 (2010)
- Call My Agent - Italia – serie TV, episodio 1x02 (2023)

### Produttore creativo
- Roma, Santa e Dannata, regia di Daniele Ciprì – docufilm (2023)[31]

### Produttore esecutivo
- L'amica geniale – serie TV, 34 episodi (2018-2024)
- M - Il figlio del secolo, regia di Joe Wright – miniserie TV (2025)

### Produttore
- Le Déluge - Gli ultimi giorni di Maria Antonietta, regia di Gianluca Jodice (2024)

## Libri

### Romanzi
- Hanno tutti ragione, Milano, Feltrinelli, 2010. ISBN 978-88-07-88041-4.
- Gli aspetti irrilevanti, Milano, Mondadori, 2016, ISBN 978-88-04-66929-6.

### Racconti
- Paolo Sorrentino, Tony Pagoda e i suoi amici, Feltrinelli, 2012, ISBN 978-88-07-01887-9.

### Saggistica
- Paolo Sorrentino, con foto di Gianni Fiorito, La grande bellezza. Diario del film, Feltrinelli, 2013, ISBN 978-88-07-49155-9.
- Paolo Sorrentino, Il peso di Dio. Il vangelo di Lenny Belardo, Einaudi, 2017, ISBN 978-8806234980.

## Riconoscimenti
- Golden Globe
  - 2014 – Miglior film in lingua straniera per La grande bellezza
  - 2022 – Candidatura al miglior film in lingua straniera per È stata la mano di Dio
- Premio BAFTA
  - 2014 – Miglior film straniero per La grande bellezza
  - 2022 –  Candidatura al miglior film non in lingua inglese per È stata la mano di Dio
- David di Donatello
  - 2002 – Candidatura al miglior regista esordiente per L'uomo in più
  - 2002 – Candidatura alla migliore sceneggiatura per L'uomo in più
  - 2005 – Miglior film per Le conseguenze dell'amore
  - 2005 – Miglior regista per Le conseguenze dell'amore
  - 2005 – Migliore sceneggiatura per Le conseguenze dell'amore
  - 2009 – Candidatura al miglior film per Il Divo
  - 2009 – Candidatura al miglior regista per Il Divo
  - 2009 – Candidatura alla migliore sceneggiatura per Il divo
  - 2012 – Candidatura al miglior film per This Must Be the Place
  - 2012 – Candidatura al miglior regista per This Must Be the Place
  - 2012 – Migliore sceneggiatura per This Must Be the Place
  - 2014 – Candidatura al miglior film per La grande bellezza
  - 2014 – Miglior regista per La grande bellezza
  - 2014 – Candidatura al migliore sceneggiatura per La grande bellezza
  - 2014 – Candidatura al David giovani per La grande bellezza
  - 2016 – Candidatura al miglior film per Youth – La giovinezza
  - 2016 – Candidatura al miglior regista per Youth – La giovinezza
  - 2016 – Candidatura alla migliore sceneggiatura per Youth – La giovinezza
  - 2022 – Miglior film per È stata la mano Dio
  - 2022 – Miglior regista per È stata la mano Dio
  - 2022 – Candidatura alla migliore sceneggiatura originale per È stata la mano Dio
  - 2022 – Candidatura al miglior produttore per È stata la mano Dio
  - 2022 – David giovani per È stata la mano di Dio
- Festival di Cannes
  - 2004 – Candidatura alla Palma d'oro per Le conseguenze dell'amore
  - 2006 – Candidatura alla Palma d'oro per L'amico di famiglia
  - 2008 – Candidatura alla Palma d'oro per Il divo
  - 2008 – Premio della giuria per Il divo
  - 2011 – Candidatura alla Palma d'oro per This Must Be the Place
  - 2011 – Premio della giuria ecumenica per This Must Be the Place
  - 2013 – Candidatura alla Palma d'oro per La grande bellezza
  - 2015 – Candidatura alla Palma d'oro per Youth – La giovinezza
  - 2024 - Candidatura alla Palma d'oro per Parthenope
- European Film Awards
  - 2005 – Candidatura al miglior regista europeo - Jameson People's Choice per Le conseguenze dell'amore
  - 2008 – Candidatura al miglior film per Il Divo
  - 2008 – Candidatura al miglior regista per Il Divo
  - 2008 – Candidatura alla miglior sceneggiatura per Il Divo
  - 2013 – Miglior film per La grande bellezza
  - 2013 – Miglior regista per La grande bellezza
  - 2013 – Candidatura alla miglior sceneggiatura per La grande bellezza
  - 2015 – Miglior film per Youth – La giovinezza
  - 2015 – Miglior regista per Youth – La giovinezza
  - 2015 – Candidatura alla miglior sceneggiatura per Youth – La giovinezza
  - 2021 – Candidatura al miglior film per È stata la mano di Dio
  - 2021 – Candidatura al miglior regista per È stata la mano di Dio
  - 2021 – Candidatura alla miglior sceneggiatura per È stata la mano di Dio
- Nastro d'argento
  - 2002 – Miglior regista esordiente per L'uomo in più
  - 2002 – Candidatura alla migliore sceneggiatura per L'uomo in più
  - 2005 – Candidatura al regista del miglior film per Le conseguenze dell'amore
  - 2005 – Miglior soggetto per Le conseguenze dell'amore
  - 2007 – Candidatura al miglior soggetto per L'amico di famiglia
  - 2009 – Regista del miglior film per Il Divo
  - 2009 – Migliore sceneggiatura per Il Divo
  - 2012 – Regista del miglior film per This Must Be the Place
  - 2012 – Candidatura alla migliore sceneggiatura per This Must Be the Place
  - 2013 – Candidatura al regista del miglior film per La grande bellezza
  - 2013 – Candidatura alla migliore sceneggiatura per La grande bellezza
  - 2015 – Regista del miglior film per Youth -La giovinezza
  - 2015 – Candidatura alla migliore sceneggiatura per Youth – La giovinezza
  - 2017 – Opera dell'anno per The Young Pope
  - 2018 – Candidatura al miglior film per Loro
  - 2018 – Candidatura al miglior regista per Loro
  - 2018 – Migliore sceneggiatura per Loro
  - 2022 – Miglior film per È stata la mano di Dio
  - 2022 – Candidatura al miglior regista per È stata la mano di Dio
  - 2022 – Candidatura alla migliore sceneggiatura per È stata la mano di Dio
- Ciak d'oro
  - 2002 – Migliore sceneggiatura per L'uomo in più[32]
  - 2005 – Miglior film per Le conseguenze dell'amore[33]
  - 2005 – Miglior regista per Le conseguenze dell'amore[33]
  - 2009 – Miglior regista per Il divo[34]
  - 2009 – Candidatura alla Migliore sceneggiatura per Il divo
  - 2012 – Miglior film per This Must Be the Place
  - 2012 – 2⁰ classificato miglior regista per This Must Be the Place
  - 2012 – Candidatura alla migliore sceneggiatura per This Must Be the Place
  - 2014 – Miglior film per La grande bellezza
  - 2014 – Candidatura alla migliore sceneggiatura per La grande bellezza
  - 2015 – Super Ciak d'oro
  - 2022 - Miglior regista per È stata la mano di Dio[35][36]
  - 2022 - Super Ciak d'oro, personaggio del decennio del cinema italiano[37]
- Globo d'oro
  - 2005 – Miglior sceneggiatura per Le conseguenze dell'amore
  - 2009 – Candidatura al miglior regista per Il divo
  - 2009 – Miglior sceneggiatura per Il divo
  - 2013 – Candidatura miglior regista per La grande bellezza
- Independent Spirit Awards
  - 2014 – Candidatura al miglior film straniero per La grande bellezza

- Satellite Awards
  - 2014 – Candidatura al miglior film straniero per La grande bellezza
- Mostra internazionale d'arte cinematografica di Venezia
  - 2001 – Candidatura nella sezione Cinema del Presente per L'uomo in più
  - 2008 – Premio SIAE alla creatività
  - 2016 – Premio SIAE alla creatività
  - 2016 – Premio Fondazione Mimmo Rotella per The Young Pope
  - 2021 – Gran premio della giuria per È stata la mano di Dio
- British Independent Film Awards
  - 2013 – Candidatura al miglior film indipendente internazionale per La grande bellezza
- Chicago International Film Festival
  - 2006 – Candidatura al Gold Hugo – Miglior collaborazione per L'amico di famiglia
- Hollywood Film Festival
  - 2013 – Miglior film straniero per La grande bellezza
  - 2013 – Miglior film indipendente per La grande bellezza
  - 2013 – Miglior sceneggiatura originale per La grande bellezza
- Torino Film Festival 2016
  - Premio Langhe-Roero e Monferrato
- Premio Flaiano
  - 2012 – Miglior regista per This Must Be the Place
- Rome Independent Film Festival
  - 2005 – New Visions
- Bari International Film Festival
  - 2009 – Miglior film per Il divo
  - 2009 – Miglior regia per Il divo
  - 2009 – Migliore sceneggiatura per Il divo
  - 2014 – Premio Federico Fellini Platinum Award per l'Eccellenza Cinematografica
- Premio Bodil
  - 2010 – Candidatura al miglior film non americano per Il divo
- Italian Online Movie Awards
  - 2005 – Miglior film italiano per Le conseguenze dell'amore
  - 2009 – Miglior film italiano per Il divo
  - 2009 – Miglior regia per Il divo
- Golden Graal
  - 2009 – Miglior regista drammatico per Il divo
- European Independent Film Critics Awards
  - 2010 – Candidatura al miglior film per Il divo
- San Diego Film Critics Society
  - 2009 – Miglior film straniero per Il divo
- Belgrade International Film Festival
  - 2009 – Premio FIPRESCI
- Raindance Film Festival:
  - 2009 – Audience Award Film for the Festival per La partita lenta
- Buenos Aires International Festival of Independent Cinema
  - 2002 – Premio della giuria giovane per L'uomo in più
  - 2002 – Candidatura al miglior film per L'uomo in più
- Dublin International Film Festival
  - 2009 – Premio speciale alla carriera
- Tallinn Black Nights Film Festival
  - 2006 – Candidatura al Grand Prize per L'amico di famiglia
  - 2008 – Candidatura al Grand Prize per Il divo
  - 2013 – Grand Prize per La grande bellezza
- Sevilla Festival de Cine
  - 2008 – Premio Eurimages
  - 2013 – Premio Eurimages
  - 2013 – Premio Associazione degli scrittori di Andalucia
- Bangkok International Film Festival
  - 2006 – Candidatura al miglior film per Le conseguenze dell'amore
- Jussi Award
  - 2013 – Diploma di Merito per il miglior film straniero per La grande bellezza
- Festival di Cabourg
  - 2004 – Grand Prix per Le conseguenze dell'amore
- RiverRun International Film Festival
  - 2009 – Miglior regia per Il divo
- Gransito Movie Awards
  - 2009 – Candidatura al miglior film italiano per Il divo
  - 2009 – Candidatura alla migliore regia per Il divo
- Federazione Italiana del Cinema d'essai
  - 2011 – Premio regista dell'anno
- Filmkunstmesse
  - 2011 – Premio della giuria per This Must Be the Place
  - 2011 – Candidatura al miglior film per This Must Be the Place
- Salerno Shadowline Film Festival
  - 2002 – Miglior film per L'uomo in più